# ジョージ・ウィリアムズ (タレント)
ジョージ・ウィリアムズ（George Williams、1970年10月12日 - ）は、日本のDJ、VJ、タレント。東京都東久留米市出身。

## 人物・来歴
父親がイギリス人で母親が日本人。2人の妹がいる。妻は川村ティナ（2000年結婚）二男一女がいる。
東京都東久留米市にあるインターナショナル・スクール、クリスチャン・アカデミー・イン・ジャパン(CAJ)を卒業している。CAJ時代、一つ下の学年にはブライアン・バートンルイスが在学していた。在学時のあだ名は「ジャイブ」。
1990年から92年までFM横浜で『Energy Port』『The Night Jungle』という番組でDJを務める。
1993年、bayfmで『3D Curious Radio』という番組でマイク・ロジャースとともにDJを務める。
1996年から1998年までInterFMで『東芝サンデー J-POPカウントダウン』という番組で光岡ディオンとともにDJを務める。
1997年から2000年までInterFMで『チャンネルG』というパンクロック主体の音楽番組のDJを務める。
また、MTV（アメリカ・MTVの日本版。1999年よりVibeに局名変更）のVJとして活動していた時期もあったが、2001年の新・MTVジャパン誕生を前に同局から離れ、Viewsic（現在のMUSIC ON! TV）に活躍の場を移す。
Viewsic・MUSIC ON! TVでは、2002年より毎年ジョージの企画によるイベント『GG』(George's Government)を主催している。
また、2003年より3年間、NHK教育テレビジョンで放送された『100語でスタート!英会話』の司会を務めた。
2018年から、スマートフォンのクイズアプリ｢JAM LIVE｣の司会を務めている。

## メディア

### 出演番組
現在のレギュラー番組
- スカサカ！ライブ[2](スカパー！)
- GGTV[3](MUSIC ON! TV)
- ZIP!（「3Stars」ナレーター・日本テレビ放送網、2014年10月-）
- RADIO. RADIO. with George Williams（interfm、2024年4月 - ）
- The Legends with George Williams（TOKYO FM、2025年4月 - ）

過去のレギュラー番組
- グッドモーニングガレージ（InterFM、2006年4月 - 2009年9月）
- KDDI PRIME TIME RADIO（TOKYO FM、2003年10月 - 2005年3月）
- デジタル・スタジアム（NHK BS2、BS hi）
- 100語でスタート!英会話 NHK教育
- ブリンぶりん家（毎日放送）
- パパパパパフィー（テレビ朝日）
- 世界ゴリッパですね!! ナレーション（フジテレビ）
- 東京クラブギャング（日本テレビ）
- デジスタ・ティーンズ（NHK Eテレ 2010年4月 - ）（ナレーション）
- BAM![4][5]（interfm 2009年10月 - 2012年3月）
- ユア ジャパニーズ キッチン[6]（NHKワールド、NHKデジタルEテレ3）
- 6時のヤツラ（interfm、2012年4月 - 2013年3月）
- WTF!? What the Friday!?[7]（interfm、2013年4月 - 2014年9月）
- 金曜カーソル（WOWOWプライム 2013年11月 - 2014年9月）
- Docomo Love Family[8]（TOKYO FM、2010年7月 - 2015年3月）
- Ready Steady George!![9]（interfm、2014年4月 - 2020年3月）
- 仮面ライダードライブ（テレビ朝日 2014年10月 - 2015年9月）（マッハドライバー炎関連アイテム音声）
- WTF!? What the Funday!?（interfm 2014年10月 - 2017年10月 ）
- DAM チャンネルTV アーチストインタビュー（DAM チャンネルTV、2016年3月 -2019年3月 ）（パーソナリティ）
- JA全農 COUNTDOWN JAPAN（TOKYO FM系全国38局ネット、2012年4月7日 - 2025年3月29日）（パーソナリティ）
- George's Melting Pot [10]（interfm 2020年4月 - 10月）

### 出演CM
※いずれも、ナレーション出演。
- キリン・スパークリングホップ
- 日産・セレナ
- キヤノン・EOS Kiss
- 味の素・アミノバイタル
- 東洋水産・ホットヌードル
- 三菱地所
- 日経ネット
- ユニ・チャームムーニーマン
- キユーピーマヨネーズ
- ロッテアイスクリーム
- スミノフ[11]・ウオッカ
- 日立・IT
- マスターカード
- エニックス
- キリン・アミノサプリ
- ホンダ
- トヨタ自動車
- 富士重工業・インプレッサ
- ブリヂストン・タイヤ
- 鈴鹿サーキット
- 日本コカ・コーラ・アクエリアス
- スズキ・ハスラー

### 雑誌コラム連載
- 世界文化社『GRACE』（ファッション雑誌） - グレーズ大学院で現代英語のコラムを連載。